# 石橋山の戦い

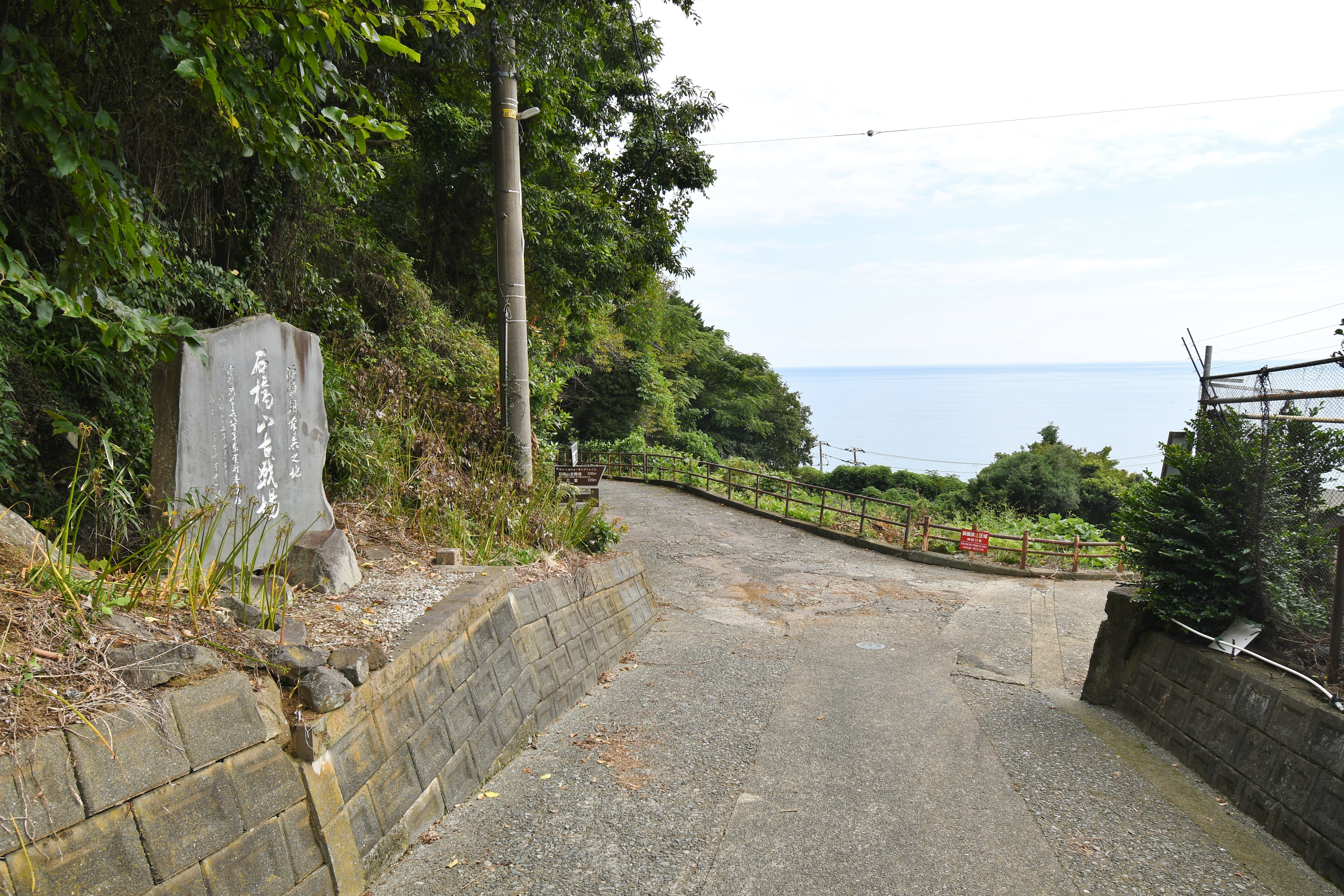
古戦場碑から相模湾を望む

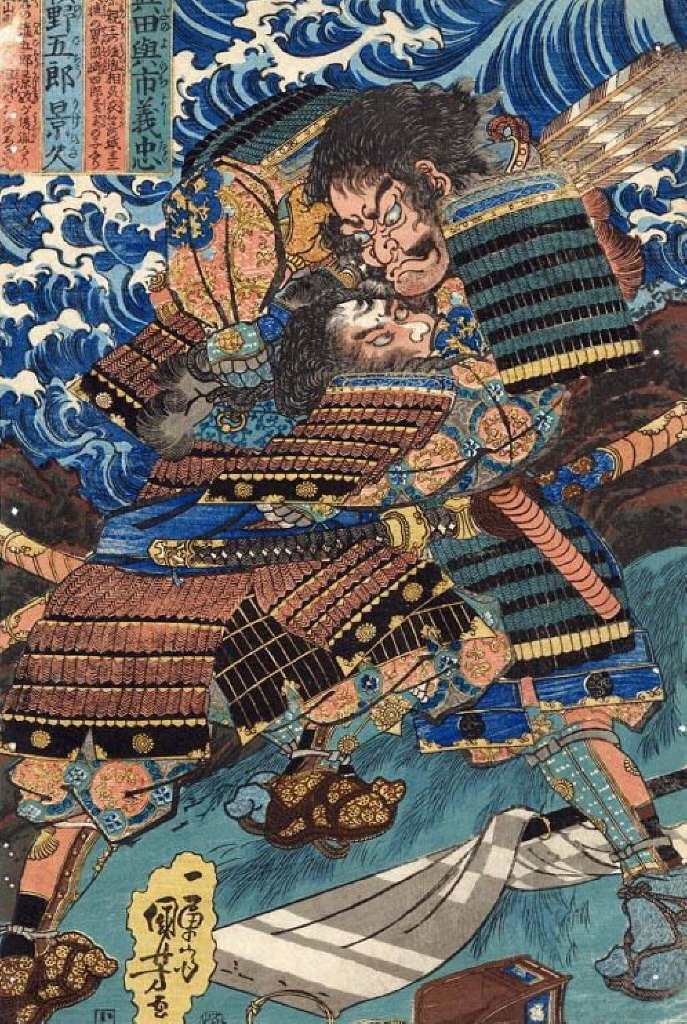
歌川国芳作、石橋山の戦いで組み合う佐奈田与一義忠と俣野五郎景久

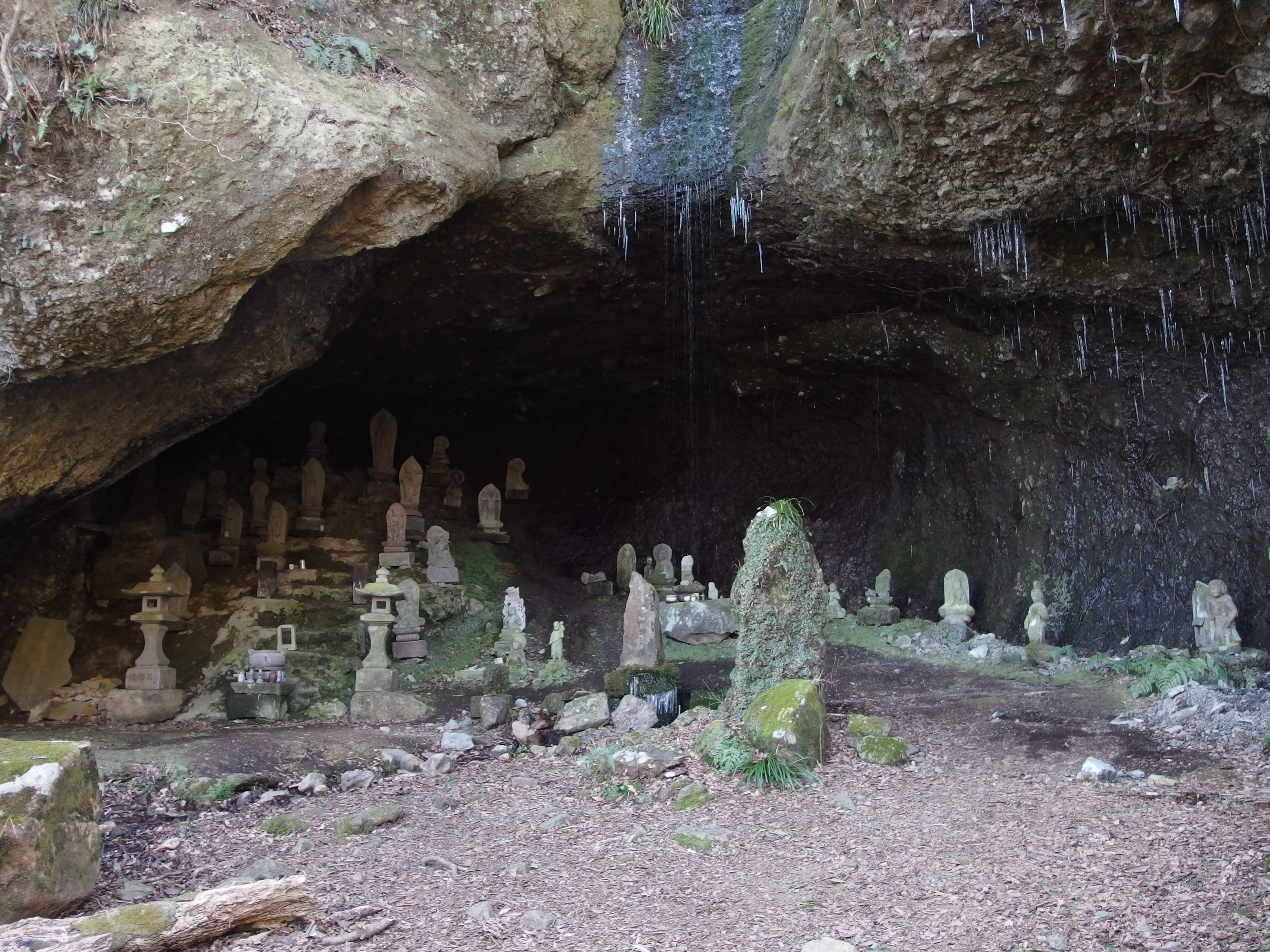
土肥の椙山のしとどの窟

石橋山の戦い（いしばしやまのたたかい）は、平安時代末期の治承4年（1180年）に源頼朝と平氏政権勢力（大庭景親ら）との間で行われた戦いである。源氏軍は300騎が石橋山に陣を構え、対する平家軍は3000騎が谷を一つ隔てて布陣して戦い、源頼朝は大敗し箱根山中へ敗走した。
治承・寿永の乱と呼ばれる諸戦役のひとつ。『義経記』では小早川の合戦と表記されている。
源頼朝は以仁王の令旨を奉じて挙兵。伊豆国目代山木兼隆を襲撃して殺害するが、続く石橋山の戦いの敗走後は、船で安房国へ落ち延び再挙した。

## 背景
源頼朝の父源義朝は若年期坂東に下向し南坂東の豪族達に強い影響力を有していた。義朝は保元の乱、平治の乱で自らの勢威の及んでいた豪族と共に戦ったが、平治の乱で義朝は謀反人となり敗れて殺され、その三男の頼朝は伊豆国（静岡県）に流罪となった。
頼朝は流人の身のまま20年以上を過ごし、読経に精進していたと言われている。その間に頼朝は北条時政の娘政子を妻とし一女をもうけ、伊豆国の豪族北条氏が流人の頼朝の庇護者となる。
治承4年（1180年）後白河法皇の子の以仁王は摂津源氏の源頼政とともに平家打倒の挙兵を決意。諸国の源氏、藤原氏に令旨を送り蜂起を促した。その使者となったのが頼朝の叔父の行家である。4月27日に行家は蛭ヶ小島（または北条館）を訪れた。行家はほかへも令旨を届けるためにすぐに立ち去った。
5月、挙兵計画が発覚し、以仁王と頼政は準備不充分のまま挙兵を余儀なくされ、平家の追討を受けて戦死（以仁王の挙兵）。6月19日、京の三善康信（頼朝の乳母の妹の子）が平家が諸国の源氏を追討しようとしているので直ちに奥州藤原氏の元へ逃れるようにと急報を送ってきた。27日に京より下った三浦義澄、千葉胤頼らが北条館を訪れて京の情勢を報告する。また、源頼政の孫の源有綱が伊豆国にいたが、この追捕の為清盛の命を受けた大庭景親が8月2日本領に下向して頼朝らの緊張が高まった。
一方この頃伊豆国の元の知行国主であった源頼政の敗死に伴い、伊豆国の知行国主は平清盛の義弟平時忠となり、それによって伊豆国衙の実権は伊東氏が握ることになり、源頼政に近かった工藤氏、北条氏は逼塞していくことになる。また治承三年の政変に伴う知行国主の変更により、坂東各地では新知行国主に近い存在となった平家家人や平家方目代により旧知行国主系の豪族達が圧迫されており、頼朝が挙兵した場合旧知行国主系豪族の協力が見込まれることが予想できた。

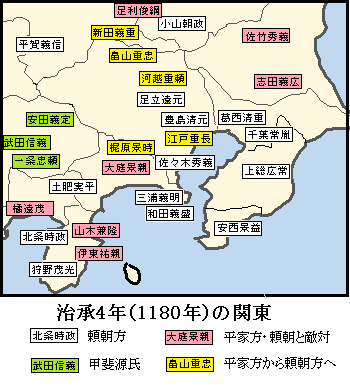
拡大

頼朝は安達盛長に源家累代の家人の動向を探らせた。『源平盛衰記』によると波多野義常は返答を渋り、山内首藤経俊に至っては「佐殿（頼朝）が平家を討とうなぞ、富士山と丈比べをし、鼠が猫をとるようなものだ」と嘲笑した。だが、大庭景義（大庭景親の兄）は快諾し、老齢の三浦義明は涙を流して喜び、一族を集めて御教書を披露して同心を確約した。千葉常胤、上総広常もみな承諾したという。三浦氏、千葉氏、上総氏はすべて平氏系目代から圧迫されていた存在だった。

## 山木館襲撃
佐伯昌長、藤原邦通の占いによって、頼朝は8月17日（新暦9月8日）をもって挙兵することを決め、最初の襲撃は伊豆目代の山木兼隆を討つこととした。山木兼隆は元々は流人だったが平時忠と懇意であったために目代となり急速に伊豆で勢力を振るうようになっていた。また目代であるがゆえに旧知行国主系の工藤氏、北条氏の攻撃の標的とされることとなった。
挙兵を前に、頼朝は工藤茂光、土肥実平、岡崎義実、天野遠景、佐々木盛綱、加藤景廉らを一人ずつ私室に呼び、それぞれと密談を行い「未だ口外せざるといえども、ひとえに汝を頼むによって話す」と言い、彼らは自分だけが特に頼りにされていると喜び奮起する。
しかし挙兵の前日に至っても、佐々木定綱、経高、盛綱、高綱ら佐々木兄弟が参ぜず、頼朝は盛綱に計画を漏らしたことを悔いた。挙兵の当日に兄弟が参着した。洪水により遅れ急ぎ疲れた彼らに対し、頼朝は涙を流してねぎらった。しかし当初の朝駈けによる襲撃計画はこの遅参によって狂ってしまった。
なお、兼隆の雑色男が頼朝の家の下女と恋仲で、その日も来ていた。多くの武者が集まっていると注進される恐れがあるので用心のため生け捕る。
頼朝はここで、明朝へ日延べせず今夜に山木館を襲撃すべしと命じ、「山木と雌雄を決して生涯の吉凶を図らん」と決意を述べる。また、山木の館を放火するよう命じ、それをもって襲撃の成否を確認したいと欲した。
時政は「今宵は三島神社の祭礼であるがゆえに牛鍬大路は人が満ちて、襲撃を気取られる恐れがあるから、間道の蛭島通を通ってはどうか」と進言するが、頼朝は「余も最初はそう思ったが、挙兵の草創であり、間道は用いるべきではない。また、蛭島通では騎馬が難渋する。大道を通るべし」と命じた。

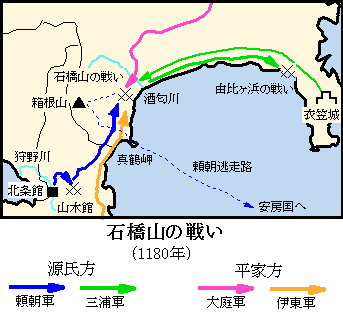
拡大

深夜一行は進発。途中の肥田原で時政は佐々木定綱に兼隆の後見役の堤信遠は優れた勇士であるので軍勢を別けてこれを討つよう命じた。佐々木兄弟は信遠の館に向かい、子の刻に経高が館に矢を放った。『吾妻鏡』はこれを「源家が平家を征する最前の一箭なり」と記している。信遠の郎従が応戦して矢戦になり、経高は矢を捨てて太刀を取って突入。信遠も太刀を取って組み合いになった。経高が矢を受けて倒れるが、定綱、高綱が加わり、遂に信遠を討ち取った。また、信遠は田方郡に勢力を築きつつあり、北条氏にとっては競合関係にある豪族でもあった。
時政らの本隊は山木館の前に到着すると矢を放つ。その夜は三島神社の祭礼で兼隆の郎従の多くが参詣に出払い、黄瀬川の宿で酒宴を行っていた。館に残っていた兵は激しく抵抗。信遠を討った佐々木兄弟も加わり、激戦となるが容易に勝敗は決しない。
頼朝は山木館の方角を遠望するが火の手は上がらない。焦燥した頼朝は警護に残っていた加藤景廉、佐々木盛綱、堀親家を山木館へ向かわせる。特に景廉には長刀を与え、これで兼隆の首を取り持参せよと命じた。景廉、盛綱は山木館に乗り込み、遂に兼隆を討ち取った。館に火が放たれことごとく燃え尽きる。襲撃隊は払暁に帰還し、頼朝は庭先で兼隆主従の首を検分した。
19日、頼朝は兼隆の親戚の史大夫知親の伊豆国蒲屋御廚での非法を停止させる命令を発給した。『吾妻鏡』はこれを「関東御施政の始まりである」と特記している。

## 石橋山の戦い
目代である山木兼隆を倒しても頼朝の兵力のみで伊豆1国を掌握するにはほど遠く、平家方の攻撃は時間の問題であった。頼朝は相模国三浦半島に本拠を置き大きな勢力を有する三浦一族を頼みとしていたが、遠路のためになかなか参着してこなかった。8月20日、頼朝はわずかな兵で伊豆を出て、土肥実平の所領の相模国土肥郷（神奈川県湯河原町）まで進出。これに対して、平家方の大庭景親が俣野景久、渋谷重国、海老名季貞、熊谷直実ら3000余騎を率いて迎撃に向かった。
23日、頼朝は300騎をもって石橋山に陣を構え、以仁王の令旨を御旗に高く掲げさせた。谷ひとつ隔てて景親の軍も布陣。さらに伊豆国の豪族伊東祐親も300騎を率いて石橋山の後山まで進出して頼朝の背後を塞いだ。この日は大雨となった。そのため、増援の三浦軍は酒匂川の増水によって足止めされ、頼朝軍への合流ができなかった。
前日に三浦一族は頼朝と合流すべく進発しており、途中の景親の党類の館に火を放った。これを遠望した景親は三浦勢が到着する前に雌雄を決すべしとし、夜戦を仕掛けることにした。闇夜の暴風雨の中を大庭軍は頼朝の陣に襲いかかる。
『平家物語』によると合戦に先立って、北条時政と大庭景親が名乗りあい「言葉戦い」をした。景親は自らが後三年の役で奮戦した鎌倉景正の子孫であると名乗り、これに時政がかつて源義家に従った景正の子孫ならば、なぜ頼朝公に弓を引くと言い返し、これに対して景親は「昔の主でも今は敵である。平家の御恩は山よりも高く、海よりも深い」と応じた。
頼朝軍は力戦するが多勢に無勢で敵わず、工藤茂光、岡崎義実の子の佐奈田与一義忠らが討ち死にして大敗した。『平家物語』『源平盛衰記』などには佐奈田与一（真田余一）の奮戦が伝えられ、この地には与一を祀る佐奈田霊社が創建されている。
大庭軍は勢いに乗って追撃し、頼朝に心を寄せる大庭軍の飯田家義の手引きによって頼朝らは辛くも土肥の椙山に逃げ込んだ。
翌24日、大庭軍は追撃の手を緩めず、逃げ回る頼朝軍の残党は山中で激しく抵抗した。頼朝も弓矢をもって自ら戦い百発百中の武芸を見せた。ちりぢりになった頼朝軍の武士たちはおいおい頼朝の元に集まり、頼朝は臥木の上に立ってこれを悦んだ。土肥実平は、人数が多くてはとても逃れられない、ここは自分の領地であり、頼朝一人ならば命をかけて隠し通すので、皆はここで別れて雪辱の機会を期すよう進言し、皆これに従って涙を流して別れた。北条時政と二男の義時は甲斐国へ向かい、嫡男の宗時は別路を向かったが、宗時は途中で伊東祐親の軍勢に囲まれて討ち死にしている。
大庭軍は山中をくまなく捜索した。大庭軍に梶原景時という武士がいて、頼朝の居場所を知るが情をもってこれを隠し、この山に人跡なく、向こうの山が怪しいと景親らを導き、頼朝の命を救った。このことが縁で後に景時は頼朝から重用されることになる。土肥（現在の湯河原町）の椙山のしとどの窟がこのエピソードにまつわる伝説の地として伝わっている。
また、隣町である神奈川県の真鶴町真鶴漁港にもしとどの窟が存在し、2か所あることから、頼朝は房総半島へ渡るまでに、いくつかの場所に身を隠したのではないかと言われている。「しとどの窟」の由来は、追手が「シトト」と言われる鳥が急に飛び出してきたので、人影がないものとして立ち去ったと言われている。
房総半島の現在のいすみ市江場土地区に立ち寄った際、小高い丘に腰を下ろして休もうとしたところ、地元の農夫から座布団代わりにと一束の藁を差し出された事にいたく感激し、「一藁」の姓を授けている。

## 由比ヶ浜の戦い
頼朝軍と合流すべく22日に所領の三浦を出た義澄率いる三浦一族は、23日に丸子川（酒匂川）の辺りまで来ていたが、豪雨による増水のために渡河できずにいたところ、頼朝軍の敗北を知り、24日に引き返した。引き返す途中、鎌倉の由比ヶ浜で畠山重忠の軍勢と合戦となり、三浦一族は多々良三郎重春と郎従の石井五郎などの死者を出し、また重忠の郎従50余人が梟首され重忠軍は退却した。そして、義澄以下の三浦一族は本拠地の三浦へ帰り、この間に上総広常の弟の金田頼次は70騎を引き連れて義澄軍に加わった。
『吾妻鏡』はこの間の事情について特にふれていないが、『源平盛衰記』には詳細が述べられており、その要約は「三浦一族300騎が丸子川辺から引き返すにあたり、平家方の畠山軍500騎が金江川（金目川／花水川）に陣を取っているので、佐原義連はこれを蹴散らして通ることを主張、対し、義澄は畠山軍を刺激しないよう波打際を轡を鳴らさず通れと指示した。血気盛んな和田義盛は名乗りをあげての突破を図り、三浦へ通らんとて由比ヶ浜をも打ち過ぎて小坪坂を上らんとしたが、これを咎めた重忠は平家の聞こえもあるとして、打ち立て者どもと下知し追撃、小坪の坂口にて追い付き、稲瀬川の辺りに陣を取って対峙した。しかし、平家方と源氏方に分かれているものの、いずれも桓武天皇の苗裔高望王の後胤を称し、重忠と義盛は従兄弟同士でもあり和平が成りかかった。だが、所用にて鎌倉に立ち寄り、知らせを聞き急ぎ駈け付けた事情を知らない和田義茂が畠山勢に討ちかかり、これに怒った畠山勢が応戦。義茂を死なすなと義盛も攻めかかって合戦となった。」のようになる（小壺坂合戦、小坪合戦）。
双方の損失は、『吾妻鏡』では前述のように「三浦一族は多々良三郎重春と郎従の石井五郎などの死者を出し、また重忠の郎従50余人が梟首された」としているが、『源平盛衰記』は「畠山は、綴太郎五郎、同小太郎、河口次郎太夫、秋岡四郎等を始めとして、30余人討れぬ、手負は50余人、三浦には多々良太郎、同次郎、郎等2人、わづか4人のみ討れた」としている。
26日に、重忠は、会稽の恥をすすがんがため、秩父一族で武蔵検校職の河越重頼に支援を要請、江戸重長らを加えた数千騎が三浦に押し寄せ衣笠城合戦となった。三浦一族は先きの合戦で疲労していたこともあって夜半には力尽き、城を捨て散りぢりに脱出した。残された89歳の高齢の三浦介義明は討ち死にした。

## 戦後

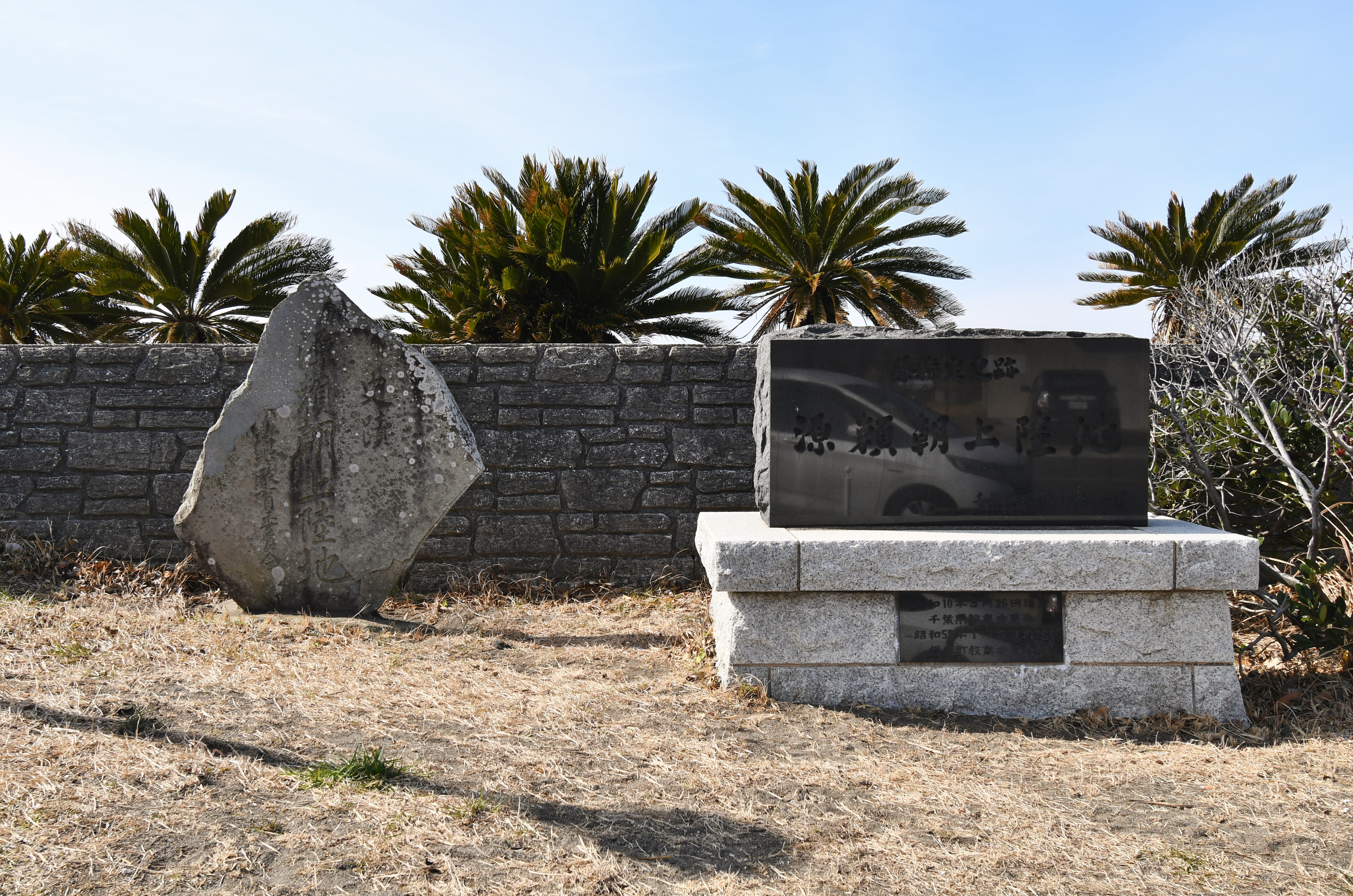
源頼朝上陸地（千葉県鋸南町）

頼朝、実平一行は箱根権現社別当行実に匿われた後に箱根山から真鶴半島へ逃れ、船を仕立てて出航し（現在の岩海水浴場）、安房国の平北郡に渡り、三浦義澄と合流した。加藤景員らは甲斐国に落ち延びた。時政も落ち延びた。
なお、頼朝が真鶴町に逃げ込んだ際、食事の世話などを親切にしてくれた3人の村人に「御守」「五味」「青木」の姓を与えたと伝えられている。真鶴町で青木姓は3521世帯中299世帯である。（平成15年6月時点）
9月、頼朝は安房の地で再挙し、房総半島を北上しつつ9月末に下総国葛飾郡へ至った。その間、安西氏、千葉氏、上総氏などが参陣し数万騎の大軍に膨れ上がった。彼ら東国武士は圧迫されていた平氏方目代や平氏方豪族を打ち破りながら進軍した（結城浜の戦い）。武蔵国有力武士も参陣し、隅田川を渡河し武蔵国へ入り10月6日に頼朝は鎌倉に入る。
10月20日に富士川の戦いにて、武田信義らの甲斐源氏らとの同盟により京から派遣された平維盛の軍勢を撃破した。この後、佐竹氏、新田氏などの頼朝に従わぬ豪族達との対立を制し頼朝は坂東での覇権を徐々に確立していくことになる。
石橋山の戦いで頼朝を破った大庭景親と伊東祐親は平家方に合流しようとするが失敗し、景親は降参するが許されずに斬られ、祐親は捕えられ自害した。また、波多野義常も頼朝の追討を受けて、自害している。